# Laranja-azeda
A laranja-azeda,  laranja-da-terra ou laranja kunzite[carece de fontes?] (Citrus aurantium) é uma espécie de citrino da família Rutaceae. Contém vitamina C, minerais como o potássio e fibras alimentares como a pectina.
Outras espécies com usos similares: Citrus medica L. (cidra).

## Estudos
Estudos clínicos mostram que componentes do citrus aceleram o metabolismo, promovendo um maior gasto de calorias e, consequentemente, a queima de estoques de gordura. Apesar de ter uma ação próxima à da efedrina (Ephedra sinica), proibida por acelerar os batimentos cardíacos e a pressão arterial, aumentando o risco de insônia, infarto e derrame, essas substâncias extraídas da laranja amarga são mais seguras. A laranja se liga a receptores encontrados no tecido gorduroso, ativando o metabolismo e a queima de gordura sem interferir no sistema cardiovascular.
Associado à prática de exercício físico, os benefícios vêm em dobro: além da queima de gordura gerar mais energia, o citrus estimula a liberação de adrenalina, que é uma substância estimulante , melhorando a performance e ganhando mais massa magra, desde que o treinamento inclua sessões de musculação. O citrus também deixa os aminoácidos mais acessíveis para a formação da proteína.